# Batasio procerus
Batasio procerus е вид лъчеперка от семейство Bagridae.

## Разпространение
Видът е разпространен в Мианмар.

## Описание
На дължина достигат до 11,4 cm.